# 데이 트레이딩

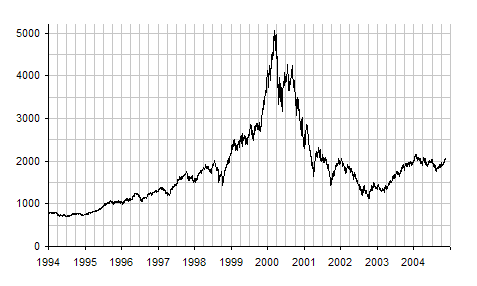
1994년부터 2004년 사이 닷컴 버블을 포함한 나스닥-100 차트

데이 트레이딩(day trading) 또는 당일매매(當日賣買) 또는 일중매매거래 이라고 하며 분(分), 초(秒)단위로 주가흐름을 지켜보아서 주가의 상승이나 하락에 따라 투자하는 것으로
하루를 넘지 아니하는 매매방식이다.

## 개요
주가 흐름을 지켜보다 움직임이 빠르고 큰 주식을 포착해 사들인 뒤 단기 시세차익을 챙기고 빠져나오는 초단타 매매기법이다. 개장 후 1시간과 폐장 직전 1시간 동안 가장 활발한 거래가 이뤄진다. 소수종목을 대상으로 수익을 노리기 때문에 기업의 영업실적에는 관심이 없고 오직 주가의 당일 움직임만을 분석대상으로 하는 게 특징이다. 최근 증시호황과 인터넷 매매의 정착으로 미국을 비롯한 각국 투자자들의 폭발적인 관심을 끌고 있다.

## 위험성
1. 원금손실 또는 모두 상실 또는 원본초과손실
2. 시장상황, 뉴스, 특이한 거래상황에 인한 급변하는 경우 일정한 가격에서 매매불가
3. 잦은 거래는 세금 및 수수료가 늘어나 이익 감소 또는 손실 증대

## 같이 보기
- 스윙 트레이딩
- 스캘핑

## 참고 문헌
- 이 문서에는 다음커뮤니케이션(현 카카오)에서 GFDL 또는 CC-SA 라이선스로 배포한 글로벌 세계대백과사전의 "데이 트레이딩" 항목을 기초로 작성된 글이 포함되어 있습니다.